# جوبه کلخ
جوبه کلخ (به عربی: جوبة کلخ) یک روستا در سوریه است که در ناحیه مرکزی مصیاف واقع شده‌است. جوبه کلخ ۱۰۳ نفر جمعیت دارد.